# Papirus
Papirus je vrsta papirju podobnega materiala, narejen iz papirusnega trsa Cyperus papyrus, ki se prav tako imenuje papirus. 

## Zgodovina
Obdobje izdelave in uporabe papirusa sega v čas med 3500 pred n. št. do 1000 po našem štetju.
Papirus ima zaradi zapisov v hieroglifski pisavi na njih pomembno vlogo v zgodovini in arheologiji.

## Izdelava
Iz stržena trstike so narezali trakove, jih preložili pravokotno, z ozirom na smer rasti vlaken. Preložene plasti so tolkli s tolkači, da so povečali iztok soka. Površino so gladili s kamnitimi likali in nato papiruse sušili v senci.